# Bernache néné
Branta sandvicensis
Espèce
Statut de conservation UICN

 NT B2ab(ii,iii,iv,v) : Quasi menacé
Statut CITES
La Bernache néné (Branta sandvicensis) est une espèce de palmipèdes appartenant à la famille des Anatidae et à la sous-famille des Anserinae.

## Description
La Bernache néné mesure entre 56 et 71 cm de longueur. Son plumage est brunâtre sauf pour la calotte et le côté du cou qui sont noirs et le reste du cou et de la tête qui sont jaunâtres. Les doigts ne sont que partiellement palmés.

## Habitat
Cette espèce est originaire des îles Hawaï où elle fréquente les pentes des volcans avec une végétation clairsemée. C'est une espèce sédentaire. Elle est adaptée pour grimper sur les pentes de roches volcaniques grâce à des pattes à palmure réduite ainsi que des griffes solides.

## Biologie
C'est l'espèce d'oie la plus terrestre ; elle se nourrit exclusivement sur les champs de lave. La Bernache néné vit généralement en familles, les oiseaux ne se regroupant que pendant la mue.

## Populations

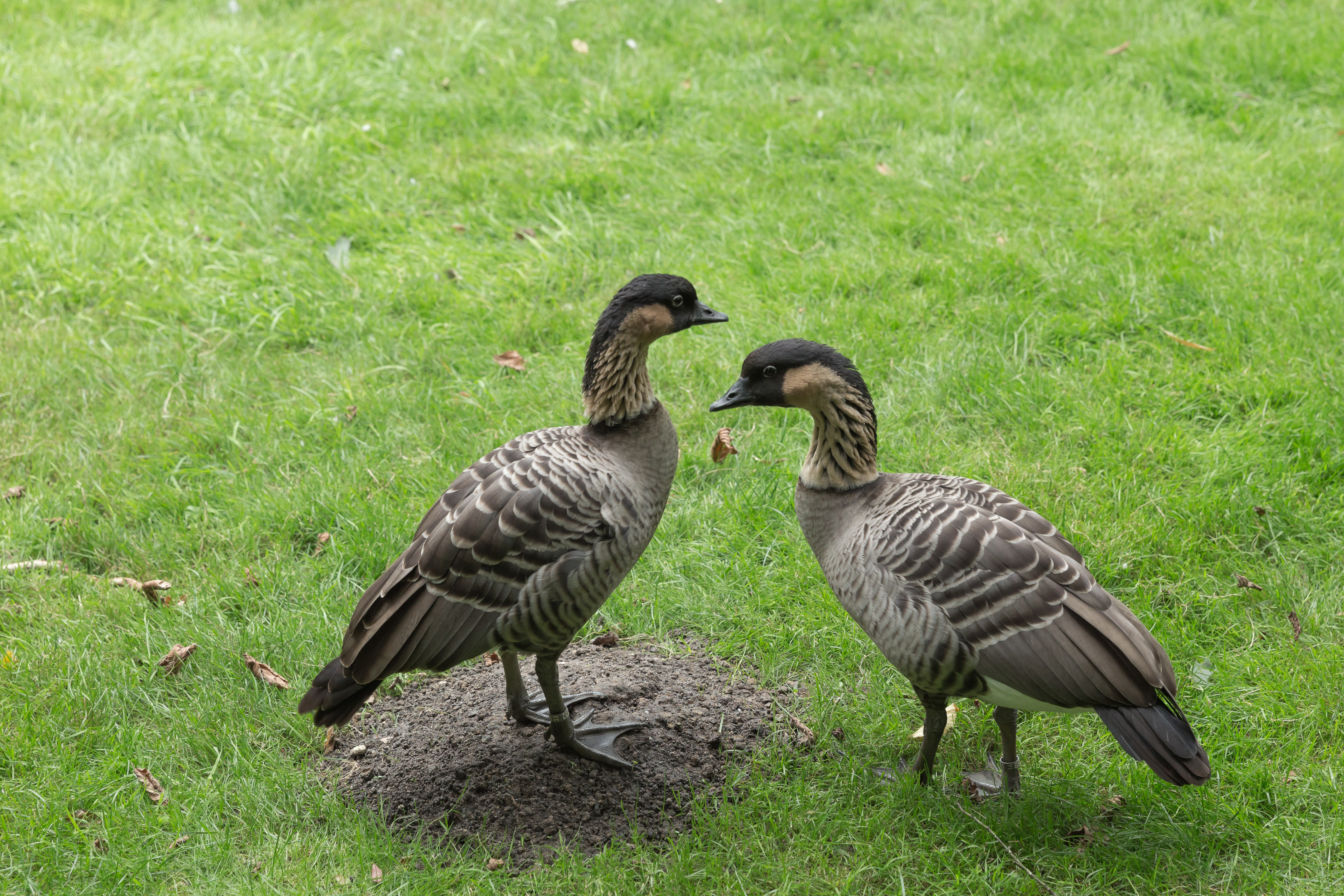
Branta sandvicensis (Bernache néné) au ZooParc de Beauval à Saint-Aignan-sur-Cher, France.

Cette espèce a été sauvée de l'extinction par l'élevage en captivité. En 1952, il ne restait qu'une trentaine d'oiseaux sauvages en raison de la chasse et de la prédation exercée par des espèces introduites : chiens, chats et mangoustes.
L'élevage en captivité notamment par le Wildfowl and Wetlands Trust dans la réserve naturelle de Slimbridge et la lutte contre les prédateurs ont permis de ramener la population sauvage à plus d'un millier d'individus grâce aux lâchers d'oiseaux nés en captivité.

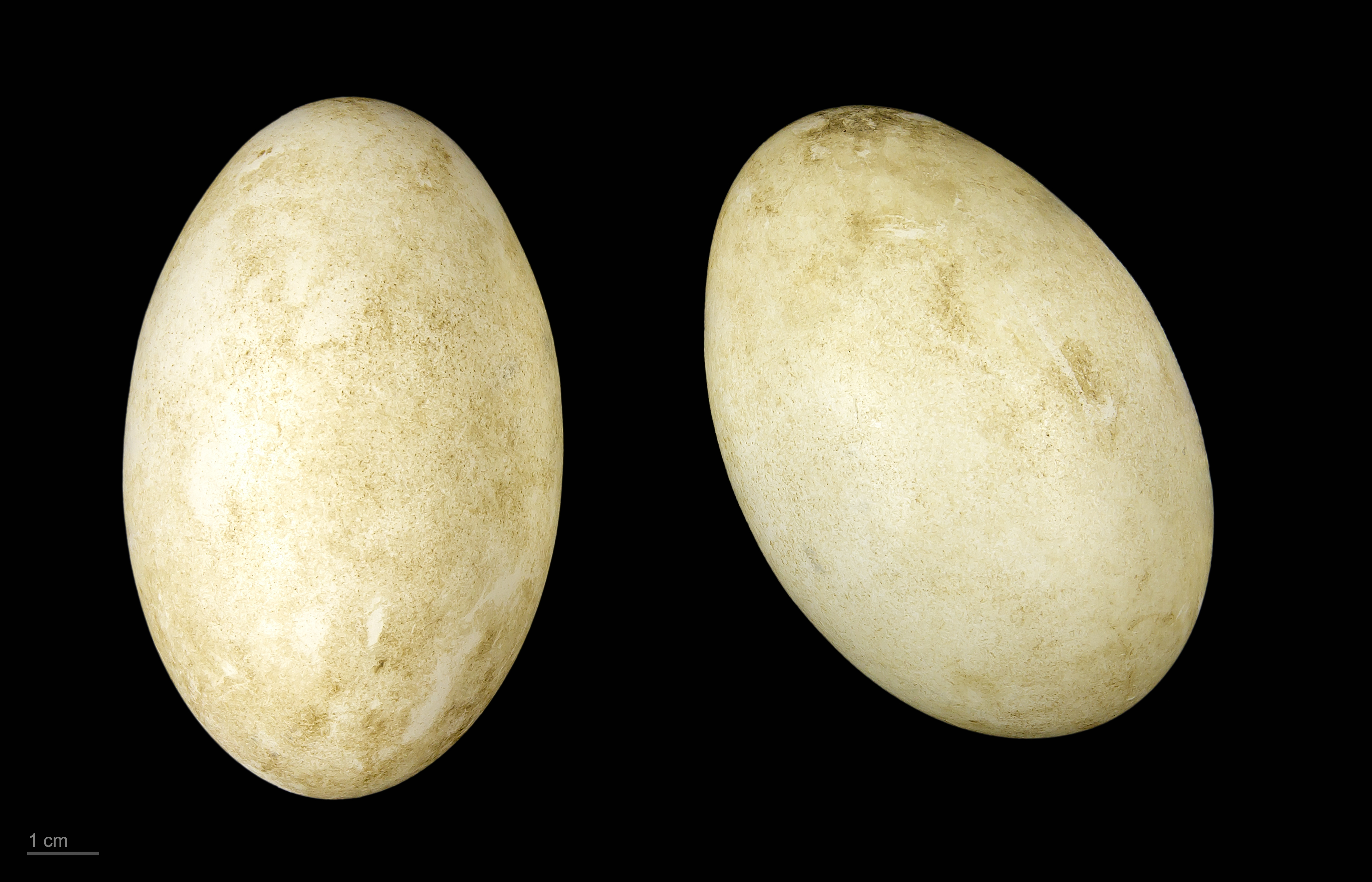
Branta sandvicensis - MHNT